# Republic Plaza

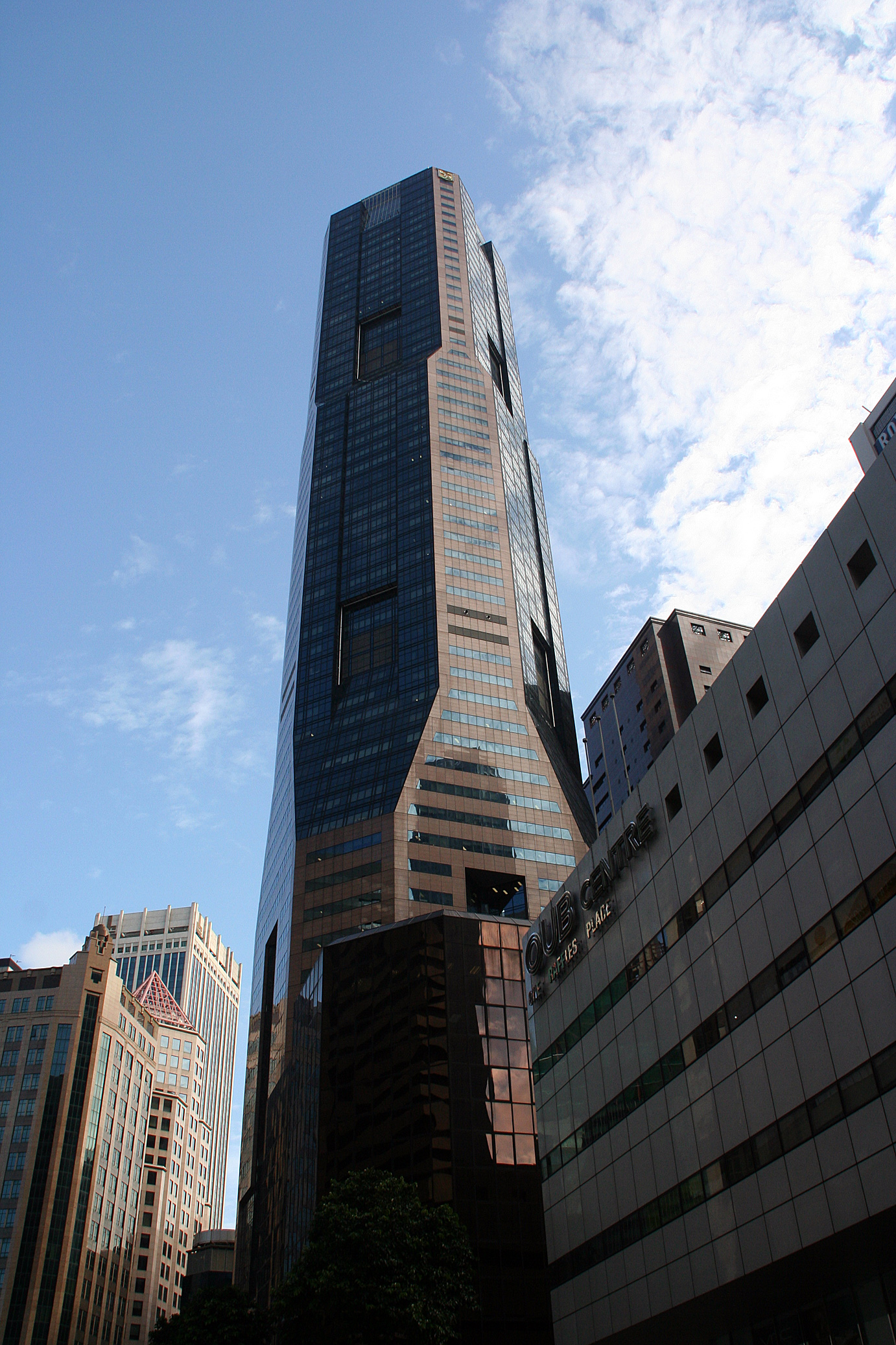
Republic Plaza

Republic Plaza ist der Name eines der höchsten Wolkenkratzer Singapurs. Das 280 Meter hohe Gebäude wurde 1995 am Raffles Place errichtet und wird derzeit von der Stadtverwaltung Singapurs genutzt. 
Das 66 Stockwerke große Bürogebäude wurde vom Architekturbüro Kisho Kurokawa Architect and Associates entwickelt.
Koordinaten: 1° 16′ 59″ N, 103° 51′ 3″ O